# Веда Словена
Веда Словена је збирка пјесама коју је у другој половини 19. вијека објавио Стефан Верковић, тврдећи да се ради о пјесмама из паганског времена сачуваним у усменом предању Помака, муслиманске етничке групе из југозападне Бугарске. Први том Веде Словена објављен је у Београду 1874, а други том у Санкт Петербургу 1881.
Стефан Верковић, рођен 1827. године, био је Хрват из Босанске Посавине, који је прихватио тврдње Људевита Гаја и Илирског покрета да су Јужни Словени потомци древних Илира. Средином 19. вијека прешао је на Православље. Обављао је неке послове за Илију Гарашанина у источној Македонији. Након што му је бугарска влада додијелила пензију, настањује се у Софији гдје остаје до краја живота 1893. У Бугарској се заноси идејама да су Словени потомци Трачана и Античких Македонаца, и да припадају истој култури као древни Индијци. Вјеровао је да потврду за ове идеје може наћи у народном предању становништва источне Македоније, нарочито муслиманских Помака.
На Верковића су утицали текстови бугарског псеудо-историчара Георги Раковског, који је тврдио да су стари Грци и цијела Европа просвијетљени и цивилизовани од стране Пелазга, који су касније називани Етрурцима, Илирима и Македонцима, а данас су то Словени Бугари. Осим тога, бугарски језик је модерни облик санскрита, а бугарски народни обичаји чувају староиндијску вјеру. Бугарски Словени су најстарији становници Европе и најчистији потомци Аријеваца. Стари Трачани и Илири били су Словени, дакле Орфеј и Александар Велики такође су Словени.
Од пресудног значаја за настанак Веде Словена био је сусрет Верковића са Иваном Попилиевим Глогановим, учитељем у македонском селу Крушеву. Глоганов је донекле познавао грчку митологију, и читао је псеудо-историјске радове Раковског. Верковић унајмљује Глоганова да сакупља народне пјесме о Филипу Македонском, о пресељењу Словена из Индије, о пјеснику Орфеју и слично. У немогућности да их нађе на терену, Глоганов сам пише такве пјесме и продаје их Верковићу као изворне. Верковић је сматрао да је пјесма о Орфеју прекратка, те је Глоганову понудио награду од десет дуката ако нађе дужу и потпунију верзију. Глоганов се убрзо појављује са пјесмом од 853 стиха.
До објављивања првог тома Веде Словена у Београду 1874, Глоганов је измислио 56 „изворних“ пјесама са укупно 17000 стихова, које су укључене у овај том. Други том, објављен у Санкт Петербургу 1881, садржи обредне пјесме груписане око 20 народних празника, са укупно 15000 стихова. Скупо плаћени Глоганов, који је напустио учитељску службу, осмислио је и читав пантеон старих трачанских, тј. словенских богова, називајући их Сива, Вишну, Игне, Друида итд. Измислио је и посебан језик за који је тврдио да је трачански, и да је сачуван у епским пјесмама: „Вета е вила ветише, / Хруј ми сефита, / Сефита, удита, / Веј ми санита, / Урум ми тата. / Тата ми финита / Трај ми далита...“